# Park Narodowy San’in Kaigan
Park Narodowy San’in Kaigan (jap. 山陰海岸国立公園 San’in Kaigan Kokuritsu Kōen) – park narodowy w Japonii, utworzony 15 lipca 1963 r., obejmuje ochroną przyrodę oraz krajobraz wąskiego pasa wybrzeża (kaigan)  regionu San’in nad Morzem Japońskim w zachodniej części wyspy Honsiu (Honshū).
Park Narodowy San'in Kaigan, którego powierzchnia wynosi 87,84 km², obejmuje ok. 75 km linii brzegowej, rozciągającej się od miasta Kyōtango w prefekturze Kioto na wschodzie, do miasta Tottori w prefekturze Tottori na zachodzie. 
Rozwinięta linia brzegowa to wybrzeże riasowe, gdzie góry łączą się z morzem. Charakteryzuje się bogatym, urozmaiconym krajobrazem przybrzeżnym, klifami, jaskiniami morskimi i rafami. Inną cechą charakterystyczną są rozległe wydmy piaszczyste (Tottori-sakyū, ok. 30 km²) w okolicy miasta Tottori, które powstały m.in. z osadów naniesionych przez rzekę Sendai. 
Unikalna rzeźba terenu występuje w całym parku narodowym, a obecność zaskakujących, malowniczych form skalnych różnego rodzaju, spowodowała, iż park jest nazywany również jako „park geologiczny” lub „park skalnego piękna”.
W parku żyją m.in.: jelenie, dziki, lisy, jenoty i zające. Półwysep Nekozaki jest punktem zatrzymania dla licznych, migrujących ptaków. Dorzecze rzeki Maruyama stało się miejscem odbudowy gatunku bociana czarnodziobego (Ciconia boyciana), które w pewnym momencie niemal wyginęły.

## Galeria

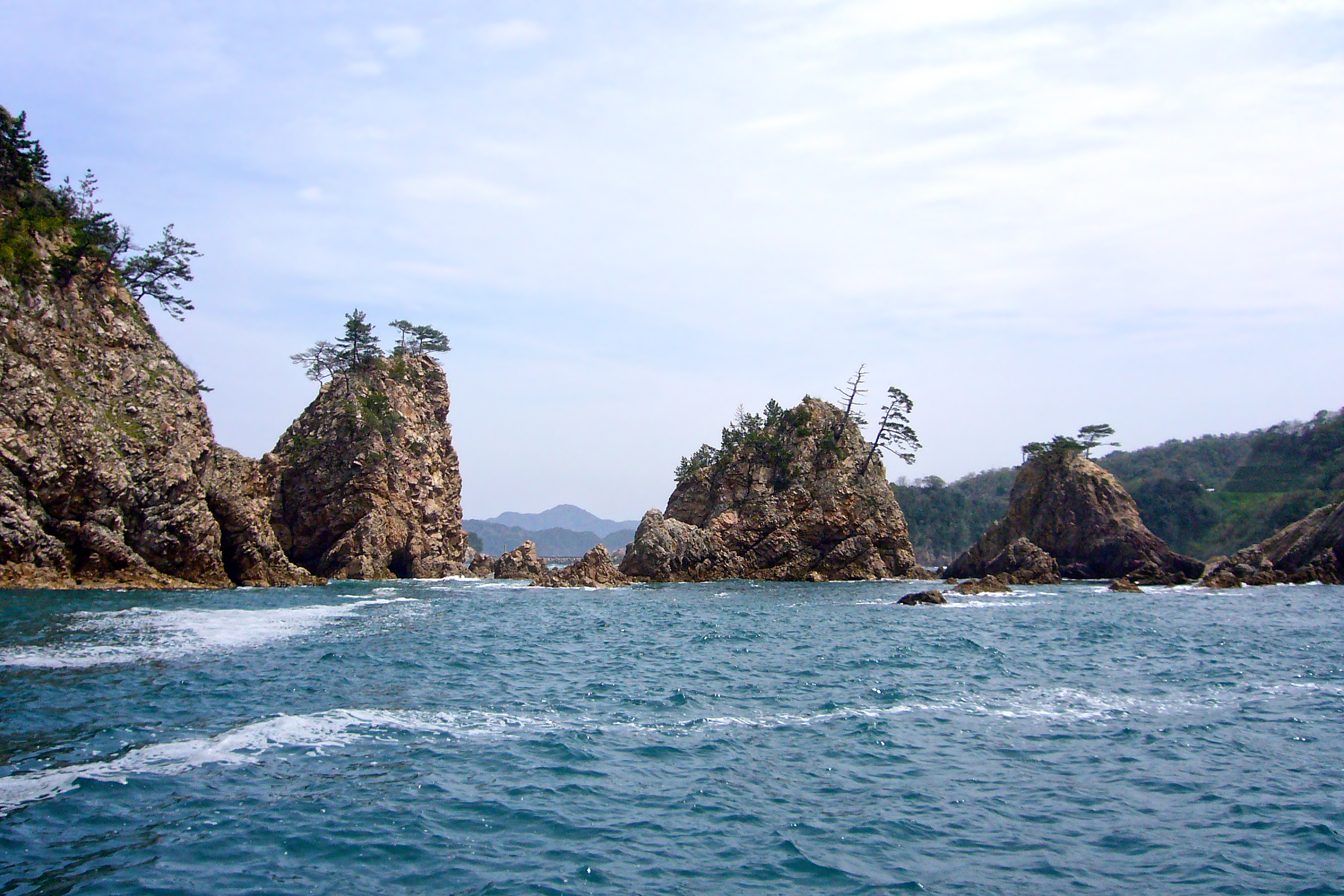
Wybrzeże Uradome w Iwami (pref. Tottori)
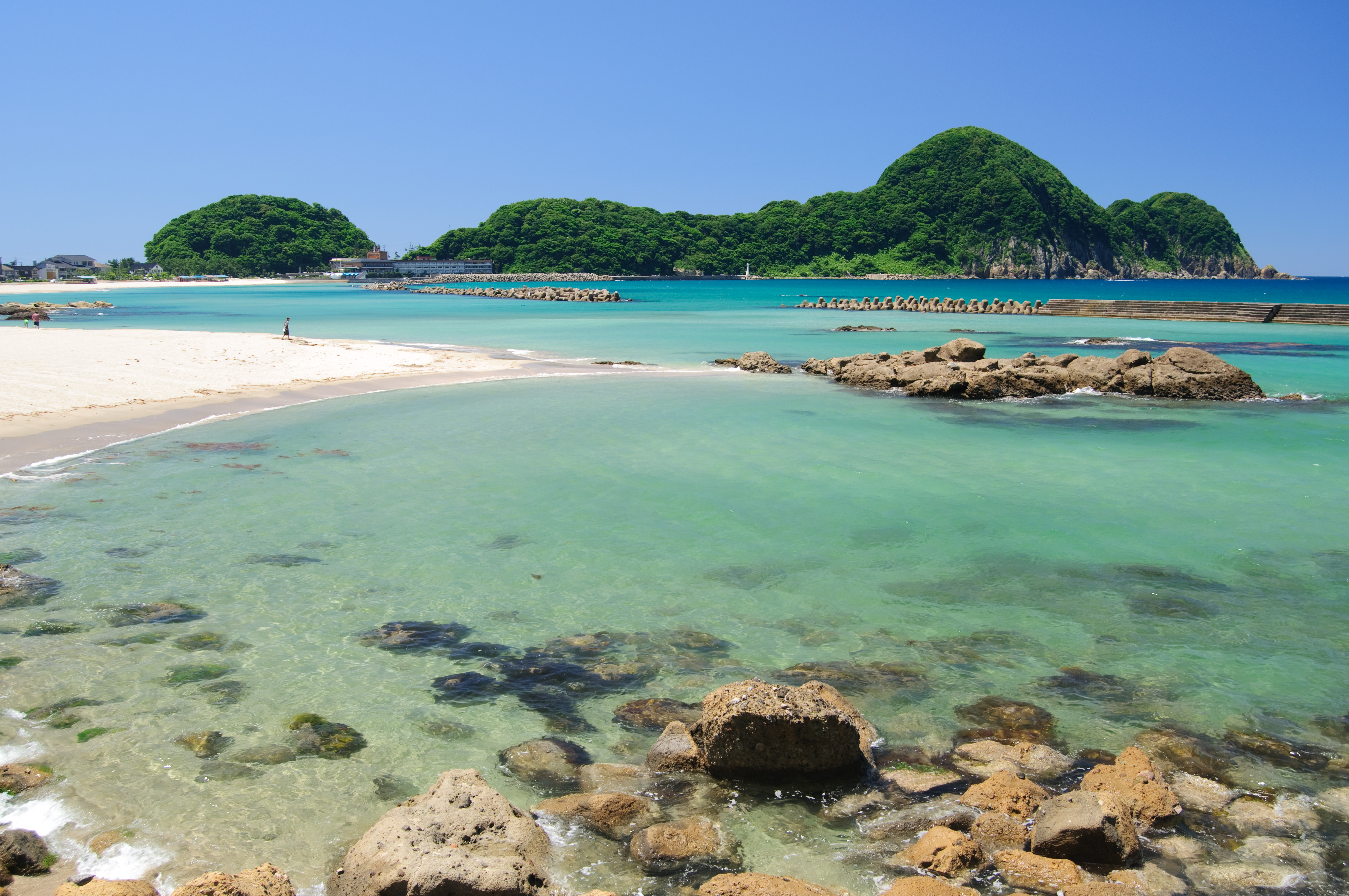
Plaża Takeno, w głębi półwysep Nekozaki (pref. Hyōgo)
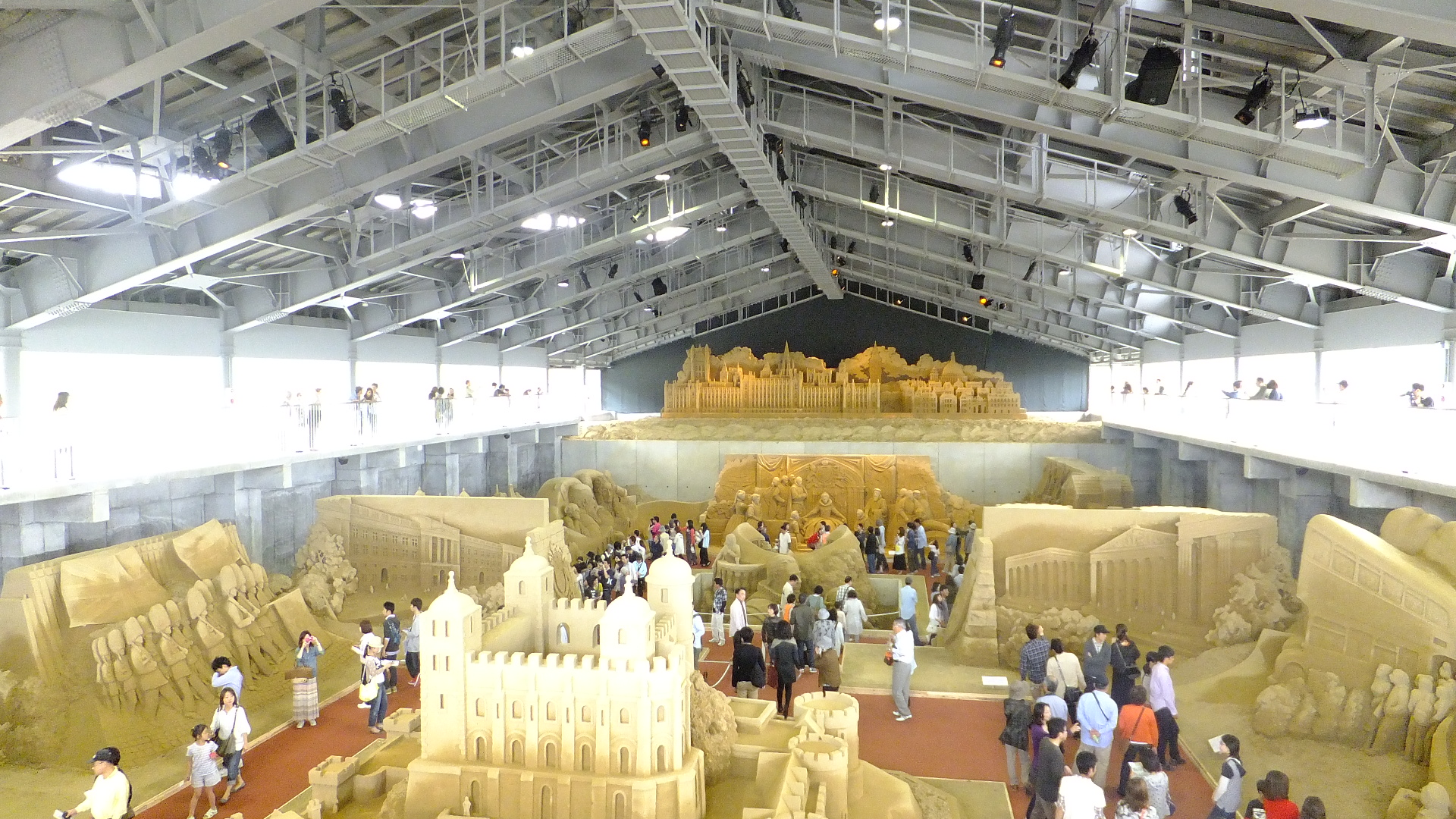
Galeria Sztuki Piasku w Tottori
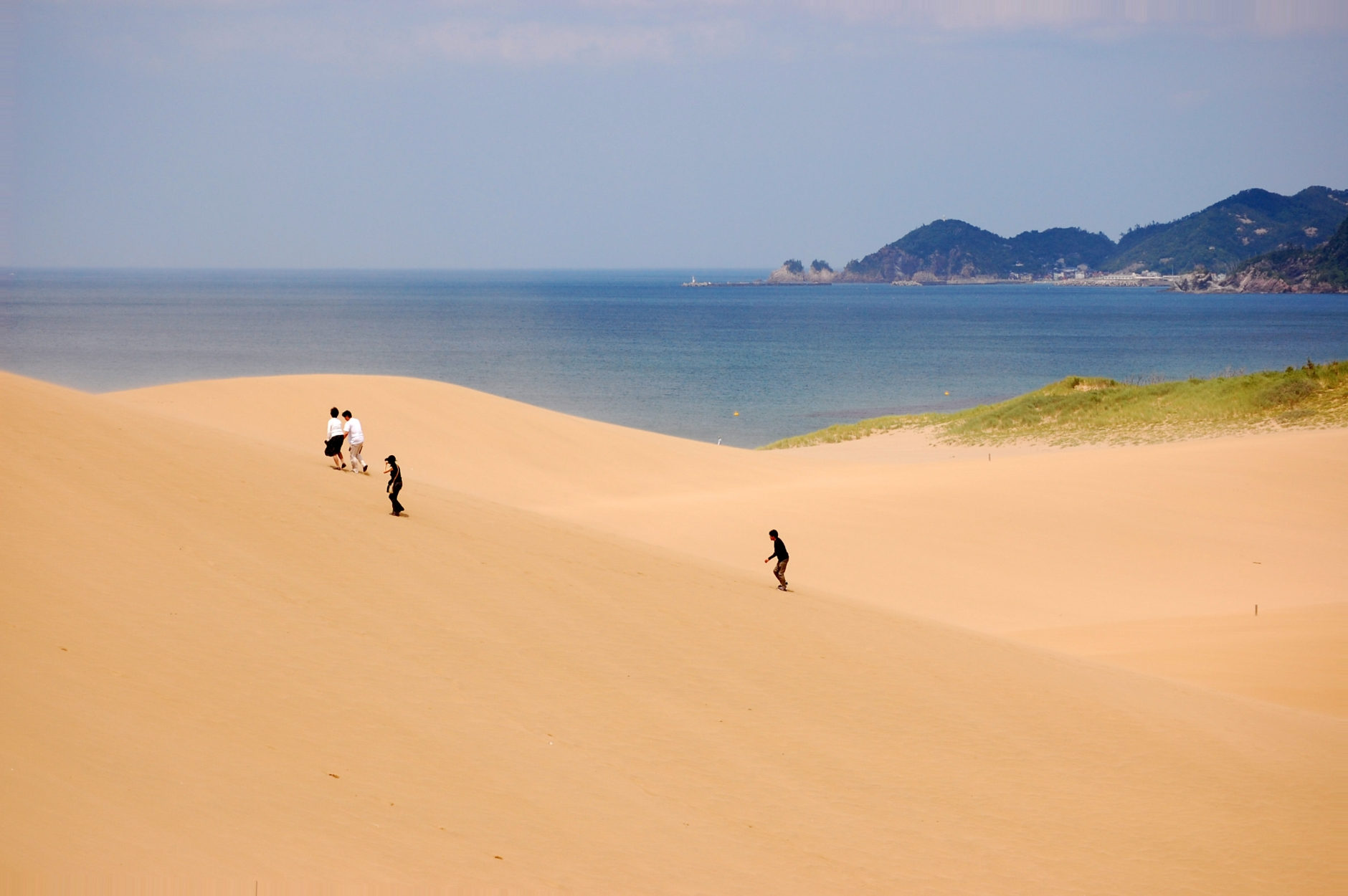
Piaszczyste wydmy Tottori
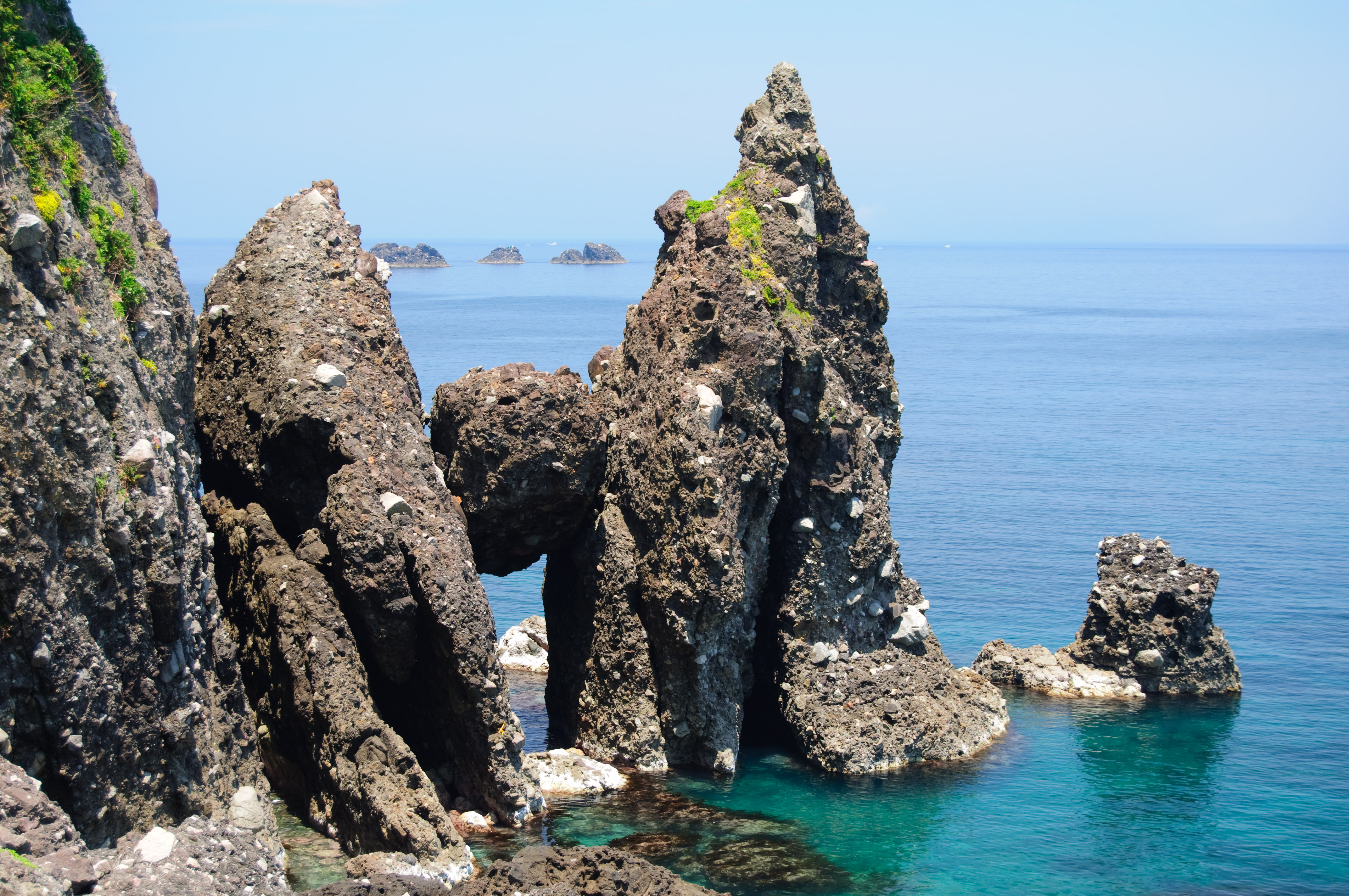
Skały Hasakari (pref. Hyōgo)